# Zampol
Cieszyńska Fabryka Zamków Błyskawicznych "Zampol" – jedna z pierwszych i największa w Polsce fabryka zamków błyskawicznych, obecnie nieistniejąca.

## Historia

### Początki fabryki
Początki fabryki sięgają roku 1927, kiedy to w Cieszynie powstała Fabryka Guzików i Wyrobów Metalowych Wünsche & Marcuzzi. Po II wojnie światowej zakłady znacjonalizowano 14 lipca 1948 i nadano nazwę Zakłady Przemysłu Guzikarsko-Galanteryjnego im. Juliana Marchlewskiego.

### Produkcja zamków
Drugim ważnym zakładem, na bazie którego powstał Zampol była Fabryka Patentowych Zamknięć Błyskawicznych otwarta w 1932 na ul. Sejmowej 10 w Cieszynie. Wkrótce jednak zbankrutowała, ale na jej miejscu utworzono w 1934 spółkę "MEPP" Polski Przemysł Metalowy z dużym wkładem cieszyńskich żydów. Zakład powoli rozwijał się, a przed wybuchem wojny dysponował już 20 półautomatami, 5 prasami do tłoczenia oraz galwanizernią. Podczas wojny zakład przeszedł w niemiecki zarząd komisaryczny, ale zakład pracował nadal, zatrudniając nawet jeńców wojennych z cieszyńskiego obozu Stalag VIII D. W 1945 opuszczający miasto okupanci wywieźli cały park maszynowy. Powojenną produkcję podjęto 13 stycznia 1946 powołując spółkę z ograniczoną odpowiedzialnością pod nazwą Fabryka Zamknięć Błyskawicznych i Wyrobów Metalowych. Wkrótce zakład znacjonalizowano, tworząc 31 października 1949 Cieszyńskie Zakłady Przemysłu Galanteryjnego "Rapid". W 1950 fabryka przejęła maszyny z likwidowanych fabryk zamków błyskawicznych w Katowicach i Łodzi.

### Połączenie zakładów
1 stycznia 1955 nastąpiło połączenie zakładów "Rapid" i zakładów im. Juliana Marchlewskiego. W 1958 podjęto produkcję zamków w Lubaczowie, a w 1961 w strukturę zakładów włączono Bialskie Zakłady Przemysłu Guzikarsko-Galanteryjnego "Rogolit" z Bielska-Białej, tworząc Cieszyńskie Zakłady Wyrobów Galanteryjnych "Rogorapid". Ostatecznie w Cieszynie zaprzestano produkcji guzików w 1962, przenosząc całą produkcję do Bielska. W 1970 oddano do użytku nowy budynek produkcyjny przy ulicy Michejdy w Cieszynie, a w 1971 zmodernizowano park maszynowy sprowadzając nowoczesne urządzenia do wykonywania zamków metalowych, a także plastikowych niemieckiej firmy Nägele.

### Rozwój i upadekZampolu
Od 1 stycznia 1974, w wyniku ogłoszonego wśród załogi konkursu, zakład zmienił nazwę na Cieszyńska Fabryka Zamków Błyskawicznych "Zampol". W okresie największego rozwoju (1975–1980) Zampol zatrudniał 1675 osób, produkował 34,5 mln metrów bieżących zamków i posiadał nawet oddział w Jastrzębiu-Zdroju (do roku 1982). W tym okresie zakłady były wyłącznym producentem zamków błyskawicznych dla krajów RWPG. W kolejnych latach produkcja była mniejsza, aby znacznie zmaleć po 1989. Zakłady nie sprostały nowym warunkom gospodarczym (m.in. zalewowi tanich zamków sprowadzanych z Chin) i ostatecznie postawione zostały w stan upadłości w 1995. Obecnie w budynkach pozakładowych lokum znajdują liczne firmy i sklepy.